# Svend Pedersen
Svend Pedersen (danès: Svend Ove Pedersen)  (Frederiksværk, 31 d'octubre de 1920 - valor desconegut, 3 d'agost de 2009) fou un remer danès, guanyador d'una medalla olímpica. Era el pare del també remer Egon Pedersen.
El 1952 va prendre part en els Jocs Olímpics d'Estiu de Hèlsinki, on guanyà la medalla de bronze en la prova del dos amb timoner del programa de rem. Formà equip amb Poul Svendsen i Jørgen Frantzen.